# Dimitri Amilakhvari
El príncep Dimitri Zedginidze-Amilakhvari, més conegut com Dimitri Amilakhvari (georgià: დიმიტრი ამილახვარი ამილახვარი ამილახვარი, francès: Dimitri Amilakvari) (31 d'octubre de 1906-24 d'octubre de 1942) va ser un oficial militar francès de d'ascendència noble georgiana i tinent colonel de la Legió Estrangera francesa. Sota el sobrenom de "Bazorka", es va convertir en una figura icònica que va tenir un paper influent en la lluita de les Forces Franceses Lliures contra els nazis a la Segona Guerra Mundial.

## Biografia
Amilakhvari va néixer a Bazorkino (ara Chermen, Ossètia del Nord–Alania, Federació Russa), on la seva família s'havia traslladat de la seva finca ancestral a Gori, Geòrgia durant la Revolució Russa de 1905. La casa de Zedginidze-Amilakhvari havia servit anteriorment com a mestre del cavall a la corona georgiana (Amilakhvari) i van conservar la seva dignitat de príncep durant el domini imperial rus de Geòrgia. L'avi de Dimitri Ivane Amilakhvari (1829–1905), va ser un general eminent de l'exèrcit rus. El seu pare, el coronel Giorgi Zedginidze-Amilakhvari, també va servir a l'exèrcit rus i va transferir la seva lleialtat a la efímera República Democràtica de Geòrgia el 1918-1921. Després que la República Socialista Federativa Soviètica de Rússia ocupés Geòrgia a principis de 1921, la família va fugir a Istanbul, Imperi Otomà, on Dimitri va assistir a una escola britànica local, i més tard, el 1922, va emigrar a França.
El 1924, Dimitri Amilakhvari va ingressar a l'École Spéciale Militaire de Saint-Cyr i va ser nomenat com a segon tinent després de la seva graduació el 1926. Al mateix temps, va ser destinat a la Legió Estrangera francesa i ascendit a tinent el 1926. Més tard va servir al nord d'Àfrica francès i va participar en totes les operacions importants al sud del Marroc de 1932 a 1933. De 1934 a 1939, va ser cap de l'escola militar francesa a Agadir, ascendint a capità el 1937. Després de la seva naturalització com a ciutadà francès, es va casar amb un altre membre de la noblesa georgiana exiliada, la princesa Irina, de soltera Dadiani (1904–1944) l'agost de 1927. Cal tenir en compte que durant el seu servei francès, l'ortografia del seu cognom es va modificar, suprimint-ne la 'h'. Amb la seva dona, Amilakhvari va tenir tres fills, fills Georges i Othar, i una filla Thamar Amilakhvar, tots els quals es van casar i van tenir descendència

### Segona Guerra Mundial
Durant la Guerra de Broma abans de l'ocupació alemanya de França, Amilakhvari estava servint a Alger, al nord d'Àfrica, però a la primavera de 1940 es va unir al cos expedicionari francès destinat a la campanya de Noruega. Va lluitar a Narvik i després va ser evacuat al Regne Unit, on es va unir a les Forces Francesos Lliures. Després va participar en les campanyes contra les forces franceses de Vichy a l'Àfrica occidental, a Dakar (al Senegal), i a l'Àfrica equatorial, al Camerun.
Amilakhvari s'uneix a la campanya de l'Àfrica de l'Est contra Itàlia a principis de 1941,i posteriorment en l'altra campanya contra la França de Vichy a Síria. Aleshores, Amilakhvari va assumir el comandament de la 13a Semi-Brigada de la Legió Estrangera el 6 de setembre de 1941.
El 1942, Amilakhvari va tornar al nord d'Àfrica, enfrontant-se a les forces alemanyes i italianes a Líbia com a part de la campanya nord-africana. Durant els durs combats a Bir Hakeim va escriure: "Nosaltres, els estrangers, només tenim una manera de demostrar a França la nostra gratitud: ser assassinats...". No obstant això, va sobreviure, i al juny va ser condecorat amb l'Ordre de l'Alliberament, una condecoració només per darrere de la Légion d'honneur. El 1942 també va rebre la Krigskorset med Sverd o Creu de Guerra Noruega amb Espasa pel seu servei anterior a Noruega. Aquesta és la condecoració militar més alta de Noruega i va ser un dels 66 francesos que va rebre aquesta condecoració durant la Segona Guerra Mundial.
L'octubre de 1942, els aliats van iniciar l'ofensiva final al nord d'Àfrica amb la segona batalla d'El Alamein. Amilakhvari mor en combat el segon dia de la batalla.